# براندون أندروود
براندون أندروود (بالإنجليزية: Brandon Underwood)‏ هو لاعب كرة قدم أمريكية ولاعب كرة القدم الكندية أمريكي، ولد في 24 يونيو 1986 في هاملتن في الولايات المتحدة.

## وصلات خارجية
- براندون أندروود على موقع مرجع كرة القدم المحترفة.كوم (الإنجليزية)